# Zvi Rosen
Zvi Rosen (in ebraico צבי רוזן‎?; Colonia, 23 giugno 1947) è un ex calciatore israeliano, di ruolo difensore.

## Palmarès

### Club

#### Competizioni nazionali
- Campionato israeliano: 3

Maccabi Tel Aviv: 1966-1968, 1969-1970, 1971-1972
- Coppa d'Israele: 3

Maccabi Tel Aviv: 1963-1964, 1964-1965, 1966-1967, 1969-1970

#### Competizioni internazionali
- AFC Champions League: 2

Maccabi Tel Aviv: 1969, 1971